# 존 호크우드

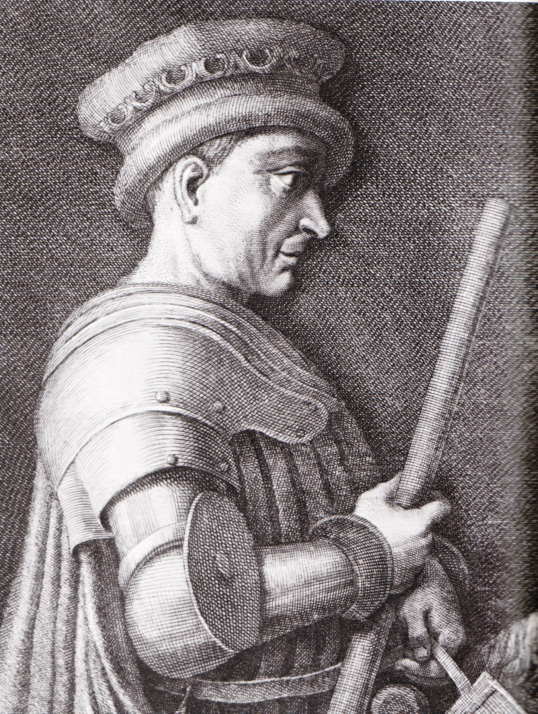
존 호크우드

존 호크우드(영어: John Hawkwood, 이탈리아어: Giovanni Acuto 조반니 아쿠토[*] 1320년 ~ 1394년)는 영국 출신의 이탈리아의 용병대장이다.

## 생애
영국의 미천한 가정에서 태어난 그는 도제(徒弟) 생활을 하던중 백년 전쟁에 참전하여 대공을 세우고 에드워드 3세로부터 귀족 칭호를 받았다. 그 후 이탈리아에서 백색용병대를 조직하여 전쟁 청부업으로 막대한 돈을 벌어 피렌체의 명문 귀족인 비스콘티 가의 딸과 결혼하였고 나폴리를 일시적으로 점령하였을 정도로 세력을 떨쳤으나 얼마 후에 피렌체에서 죽었다.